# Povijest Australije
Najveći dio proteklih 40.000 godina Australija je bila naseljena pripadnicima naroda Aboridžina. Aboridžini su podrijetlom Azijci i stvorili su bogatu kulturu utemeljenu na lovu i skupljanju plodova. Njihov miran život uništio je dolazak Europljana krajem 18. stoljeća. Prvi doseljenici bili su zatvorenici iz pretrpanih britanskih zatvora, a kasnije su im se pridružili poljoprivednici i rudari privučeni bogatstvima ove zemlje. Godine 1901. Australija je postala nezavisna država koja se svojim snagama pridružila bitkama u oba svjetska rata. Danas je to multikulturna zemlja s bogatom ekonomijom i blisko povezana s Azijom, Amerikom i Europom.

### Prastanovnici
Prvi ljudi koji su naselili Australiju bili su preci današnjih Aboridžina. Stigli su u ovu zemlju prije otprilike 40.000 godina preplovivši plitka mora koja su kasnije razdvojila Australiju od Azije. Kako je morska razina rasla, oni su se povlačili u unutrašnjost, a sjekirama su kročili drveće da bi podigli zaklon od drva i kore.

### Prva opažanja
U 17. stoljeću španjolski moreplovac Luis Vaez de Torres i Nizozemec Willem Jansz istraživali su otoke u Aziji i Tihom oceanu. Došlo je do neplaniranog pristajanja jer su brodovi skrenuli s kursa. Godine 1642. – 1643. Nizozemac Abel Tasman plovio je oko Australije, a da je nije niti zamjetio. Pristao je na otok koji je nazvao Van Diemenova zemlja, a koji se danas naziva Tasmanija.  Godine 1770. britanski istraživač kapetan James Cook uplovio je u jednu uvalu na jugoistoku Australije. To mjesto nazvao je Botany i cijelu istočnu obalu Australije proglasio britanskim vlasništvom. Joseph Banks, jedan od britanskih prirodoslovaca, skicirao je i prikupio stotine biljaka koje Europljani dotada još nisu vidjeli. Godine 1787. Britanci su odlučili brodovima u Australiju prevesti zatvorenike. Prva skupina od 759 zatvorenika stigla je u Zaljev Botany 1788. godine. Podignuto je kažnjeničko naselje nedaleko od Sydney Cova u Port Jacksonu. Prijevoz zatvorenika okončan je 1868. godine.

## Dolazak zatvorenika u Botany Bay
Ideja o prijevozu kriminalaca i političkih nepoželjnika pojavila se gotovo odmah pošto je Britanija stekla zemlju u koju ih je mogla poslati. Gotovo 200 je godina na desetke tisuća osuđenika zapravo poslano u Amerike i Zapadnu Indiju poput robova. Taj se običaj raširio tijekom 18. stoljeća. Zatvori su bili prenapučeni: prijevoz je bio rješenje toga problema, a opskrba jeftinom radnom snagom ubrzala je napredak kolonija. Džepari, zvjerokradice. Pobunjeni jakobinci, irski nezadovoljnici i kradljivci ovaca bili su među prvim britanskim prekomorskim naseljenicima. Američka je neovisnost uzrokovala krizu. Nova republika više nije željela britanske robijaše, pa su zatvorenici osuđeni na prijevoz umjesto toga bili zatvarani u stare ratne brodove. U tim okolnostima, Cookova su otkrića bila dar providnosti. Banks je predložio parlamentu da naseli zaljev Botany, istaknuvši da bi Britanija istodobno mogla riješiti svoj problem napučenih zatvora ako ondje pošalje robijaše. Ta je ideja bila privlačna iz još jednoga razloga: borovi i lan s toga područja mogli bi se koristiti za izradu jarbola i jedara za brodove koji trguju na Tihom oceanu. Tako je 1786. Britanija prisvojila zaljev Botany kao prvu australsku robijašku koloniju.

## Kako se Australija razvila
Prva je flota od 8 brodova s robijašima stigla u zaljev Botany 18. siječnja 1788. Sve ih je, poput guvernera, kapetana Arthura Phillipa, vodio zapis kapetana Cooka o mjestu na kojemu treba očekivati lijepu luku okruženu plodnim pašnjacima. No umjesto toga oni su ugledali samo šikaru prošaranu eukaliptusom koji se pružao prema obzoru.
Prvih godina žetve nisu bile rodne i bilo je malo hrane. Godine 1790. stiglo je još robijaša, od kojih je polovica bila previše bolesna da bi radila. Kako bi ublažio sve veću potištenost osuđenika, Phillip je njihovo dobro vladanje počeo nagrađivati zemljom. Godine 1791. jedan je farmer objavio da je samodostatan i Phillip mu je dao još zemlje. Potkraj 1792. stanovništvo se povećalo na oko 3500. Iste je godine 62 ljudi dobilo zemlju od Phillipa, pa je nakon toga bito 700 obrađenih hektara. Činilo se da će mlada kolonija poživjeti.

## 19. stoljeće
Nekih 90 godina nakon dolaska Cooka, uz obalu su se nalazila glavna naselja, a u unutrašnjost je odlazilo vrlo malo ljudi. Prvi istraživači ucrtali su u karte rijeke Murray i Darling na jugoistoku, dok su ostali pokušali stići do samog središta Australije. Kraljevsko društvo Viktorija odlučilo je poslati ekspediciju koja će prijeći kontinent od juga prema sjeveru. Irac Robert O´Hara Burke i Englez William J. Wills dovršili su to putovanje 1861. godine, no umrli su na povratku. U srpnju 1862. godine njihov suparnik John Stuart dovršio je slično putovanje ne znajući da su ga u tome potukli Burke i Wills. Umro je u tom pokušaju. No, i samo otkriće zlata izazvalo je pravu najezdu lovaca na sreću. Godine 1860. stanovništvo je s 200.000 naraslo na 1,1 milijun, a u Australiji je iskopano 39 posto od ukupnog svjetskog iskopa. Kolonije su brzo napredovale krajem 19. stoljeća. Naglo se razvijala industrija, osobito u područjima kao što su građevinarstvo i proizvodnja. Mjere socijalne politike bile su vrlo napredne: naprimjer, jedan od prvih ciljeva bio je svima dostupno obrazovanje; u mnogim područjima organizirana su trgovačka udruženja.
- Ned Kelly

Tijekom cijelog 19. stoljeća dijelovima Australije vladalo je bezakonje. Jedan od najpoznatijih odmetnika, ili razbojnika, bio je Ned Kelly (1855-80), koji je predvodio razbojničku bandu. Ta je banda 1878. godine ubila tri policajca i opljačkala nekoliko banaka, a potom je Kelly uhićen i obješen u Melbourneu 1880. godine. Njegova borba protiv vlasti učinila je Kellya narodnim junakom.

## Nezavisna nacija
U početku se Australija sastojala od šest odvojenih kolonija. Svaka je imala svoju administraciju, no potpadala je pod vrhovnu britansku vlast. Kako su jačale poljoprivreda i industrija, tih šest kolonija počelo je tješnje surađivati. Godine 1901. Australija je stekla nezavisnost od Britanije i u glavnom gradu Melbourneu utemeljena je federalna vlada. Danas je glavni grad Federacije Canberra.
- Sile ANZAC-a

Australske i novozelandske snage borile su se na strani Britanije u Burskom ratu (1899-1902) u Južnoafričkoj Republici te u oba svjetska rata. Borile su se zajedno kao australska i novozelandska vojska (ANZAC), a njihov doprinos bio je daleko veći od njihove brojnosti. Žrtve su bile ogromne, no taj pokušaj pridonio stvaranju jakog osjećaja nacionalnog identiteta.
- Galipolje

Dana 25. travnja 1915. sile ANZAC-a pristale su u Galipolju na ulazu u Crno more nedaleko Turske. Nadali su se zauzeti Konstantinopol (današnji Istanbul) i istisnuti iz rata Tursku, njemačkog saveznika u I. svjetskom ratu. Ljudi su pokazali izuzetnu hrabrost i vjeru, no pohod je katastrofalno okončan. Nije postignuto ništa važno, a život je izgubilo više od 11.400 pripadnika ANZAC-a.
- Status dominiona

Kada je Australija postala nezavisna 1901. godine, ostala je dominion Britanskog carstva i zadržala blisku povezanost s bivšim vladarom. No, mnogi ljudi nisu bili odveć povezani sa starom "Majkom zemljom". Opasnost od japanske invazije tijekom II. svjetskog rata dovela je do zbližavanja s SAD-om koji je bio jedina snaga što je mogla obraniti Australiju.
- Useljavanje

Godine 1902. vlast je donijela Zakon o ograničavanju useljavanja radi ograničavanja doseljavanja Kineza. Prema tom zakonu doseljenici su morali govoriti europskim jezikom što je označilo početak politike bijele Australije koja je trajala sve do 1970-ih. Britanci, Grci i Talijani nahrupili su u Australiju 1950-ih i 1960-ih, no kasnije je pojačano doseljavanje iz Azije.

## Moderna Australija
Nakon II. svjetskog rata Australija je nastavila svoje vojno savezništvo sa SAD-om. Zemlja je slala svoje trupe da se bore s Amerikancima u Koreji tijekom 1950-ih i u Vijetnamu 1960-ih. Posljednjih godina te su veze oslabile i Australija se radi trgovine i investiranja sve više okreće Aziji, osobito Japanu. Danas je Australija važan trgovački partner većine moćnih istočnoazijskih ekonomija.
- Nacionalni simbol

Zgrada opere u Sydneyu sa svojim izražajnim betonskim krovom postala je prepoznatljivim simbolom Australije u cijelom svijetu.
- Australska republika

Godine 1992. premijer Paul Keating izjavio je kako želi da ova zemlja do 2000. godine postane republika na čijem čelu će umjesto Britanske monarhije biti Australija. Međutim, referendumom održanim 1999. taj je prijedlog odbačen.
- Multikulturna Australija

Moderna Australija je višerasna država s brojnim kineskim i grčkim stanovništvom. Međutim, Aboridžini već dugo vode bitku da budu uključeni u društvo te da osiguraju svoje pravo na zemlju i građanske slobode.
- Sportski uspjesi

Jedan od načina australskog izražavanja nacionalnog identiteta postiže se sportskim aktivnostima. Postoje značajni uspjesi u sportovima kao što su kriket i jedrenje. Naprimjer, 1983. Australija je preuzela stoljetnu dominaciju SAD-a u jedrenju pobjedom u America`s Cupu. Sydney je bio izabran za domaćina Olimpijskih igara 2000. godine.

### Vremenska tablica
| Godine             | Povijesne značajke                                                             |
| ------------------ | ------------------------------------------------------------------------------ |
| o.40.000 pr. n. e. | Aboridžini stižu u Australiju                                                  |
| 1642-43.           | Tasman daje ime Van Diemenovoj zemlji - Tasmanija                              |
| 1770.              | Kapetan Cook pristaje u zaljev Botany.                                         |
| 1788.              | Stižu prvi britanski zatvorenici.                                              |
| 1828.              | Charles Sturt počinje istraživati rijeke Murray i Darling.                     |
| 1851.              | Otkriveno zlato u Victoriji i Novom Južnom Walesu.                             |
| 1860-61.           | Burke i Wills putuju Australijom od juga prema sjeveru.                        |
| 1868.              | Britanija ukida prijevoz zatvorenika.                                          |
| 1901.              | Australija postaje samoupravni dominion Britanskog Carstva.                    |
| 1902.              | Zakonom o ograničavanju useljavanja uspostavlja se politika bijele Australije. |
| 1914-18.           | 60.000 Australaca poginulo je boreći se za Britaniju u I. svjetskom ratu.      |
| 1927.              | Prvi sastanak parlamenta u novom federalnom glavnom gradu Canberri.            |
| 1970-ih            | Ukinuta politika bijele Australije.                                            |
| 1993.              | Zakonom priznata prava Aboridžina na zemlju.                                   |
| 2000.              | Olimpijske igre održane u Sydneyu.                                             |
| 2001.              | Jak požar nanio velike štete.                                                  |

## Poveznice
- Istraživanje Australije